# Happy People : un an dans la Taïga
Pour plus de détails, voir Fiche technique et Distribution.
Happy People : un an dans la Taïga est un film allemand de Werner Herzog et Dmitri Vassioukov, sorti en 2010.

## Synopsis
Ce documentaire suit pendant une année des trappeurs au cœur de la Sibérie. Au fil des saisons, ils se préparent à affronter l'hiver glacial et la saison de la chasse.
Le documentaire suit Anatoli et Guennadi deux trappeurs lors des saisons qui vont amener à l'hiver, la saison de la chasse. Les deux hommes fabriquent des skis, utilisent un goudron fait à partir d'arbre pour se protéger des moustiques et élèvent leur chiots pour se préparer à l'hiver. Ils se rendent aussi en bateau dans la Taïga pour entreposer des provisions (en les mettant à l'abri des ours) et pour préparer des pièges qu'ils termineront en hiver et pour réparer leurs huttes de chasses. Une partie des techniques qu'ils connaissent dont la création d'un canoë à partir d'un tronc leur provient d'une peuplade nommé les Ket. Une partie des Ket a sombré dans l'alcoolisme et ne survit que de la récupération et la vente de bois qu'ils charrient en bateau le long du fleuve.
L'hiver venu, les trappeurs deviennent des Happy People dans la solitude de leurs huttes et la rudesse de l'hiver. Leurs activités consistent à faire la tournée de leurs pièges et à tuer les animaux piégés tout en affrontant la rudesse de l'hiver et les aléas comme lorsqu'Anatoly après une journée de collecte de pièges arrivent dans une hutte secondaire et découvre qu'un arbre s'est abattu sur elle, l'endommageant gravement. 
Certains passages du documentaires s'attardent sur la philosophie d'Anatoly et sa façon d'éduquer son chien. Anatoly raconte ainsi la mort de deux de ses chiens dont sa chienne favorite qui meurt dans ses bras après avoir été blessée par un ours venu dans la village. Il explique aussi qu'il ne bat pas son chien pour l'éduquer mais qu'il utilise un piège spécial pour que son chien soit capturé et craigne les pièges à l'avenir. Enfin, il explique sa philosophie de la chasse. Selon lui, tout le monde est complice du meurtre d'un animal, mais selon lui la chasse est plus honnête car l'animal traqué sait qu'il est traqué et ce sera à qui sera plus intelligent que l'autre tandis que quand il était éleveur il n'arrivait pas à se résigner à tuer l'animal qu'il avait choyé depuis sa naissance.
Le documentaire se termine par le retour des trappeurs au milieu de l'hiver pour le nouvel an et le Noël russe (qui a lieu le 6 janvier) avant de retourner dans la Taïga.

## Fiche technique
- Titre français : Happy People : un an dans la Taïga
- Réalisation : Werner Herzog et Dmitri Vassioukov
- Scénario : Werner Herzog et Dmitri Vassioukov
- Pays d'origine : Allemagne
- Format : Couleurs - 35 mm - 1,85:1
- Genre : documentaire
- Durée : 90 minutes
- Date de sortie : 2010

## Distribution
- Werner Herzog : lui-même (narrateur)
- Nikolaï Siniaïev : lui-même
- Guennadi Soloviev : lui-même
- Anatoli Tarkovski : lui-même